# Carboneras de Guadazaón
Carboneras de Guadazaón – gmina w Hiszpanii, w prowincji Cuenca, w Kastylii-La Mancha, o powierzchni 100,65 km². W 2011 roku gmina liczyła 826 mieszkańców.